# Léon Frédéric
Léon Frédéric (ur. 26 sierpnia 1856 w Brukseli, zm. 27 stycznia 1940 w Schaerbeek) – belgijski malarz symbolista.

## Życiorys
Urodzony w rodzinie zamożnego jubilera. Był początkowo uczniem Charle-Alberta, następnie rozpoczął studia na Królewskiej Akademii Sztuk Pięknych w Brukseli u Jules'a van Keirsbilcka i Ernesta Slingeneyera, a także w pracowni Jean-François Portaelsa. W latach 1876–1878 przebywał we Włoszech, gdzie w Rzymie, Florencji, Neapolu i Wenecji zapoznał się ze sztuką Quattrocento. We Włoszech spotkał się z belgijskim rzeźbiarzem Julienem Dillensem, który wywarł znaczny wpływ na jego twórczość. Po powrocie do Brukseli został członkiem grupy malarzy L’Essor.
Obrazy Frédérica wykazują wpływ symbolizmu. Niektóre obrazy przedstawiają fantastyczne krajobrazy wypełnione skłębionym tłumem nagich postaci, inne przedstawiają sceny z życia chłopów belgijskich.

## Wybrane prace

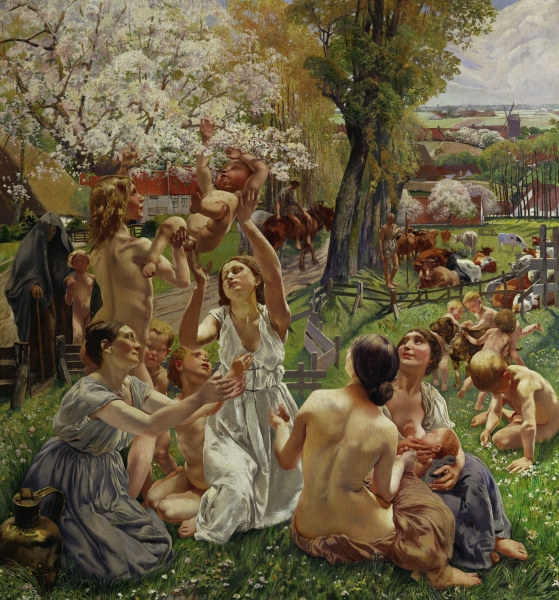
Poranek
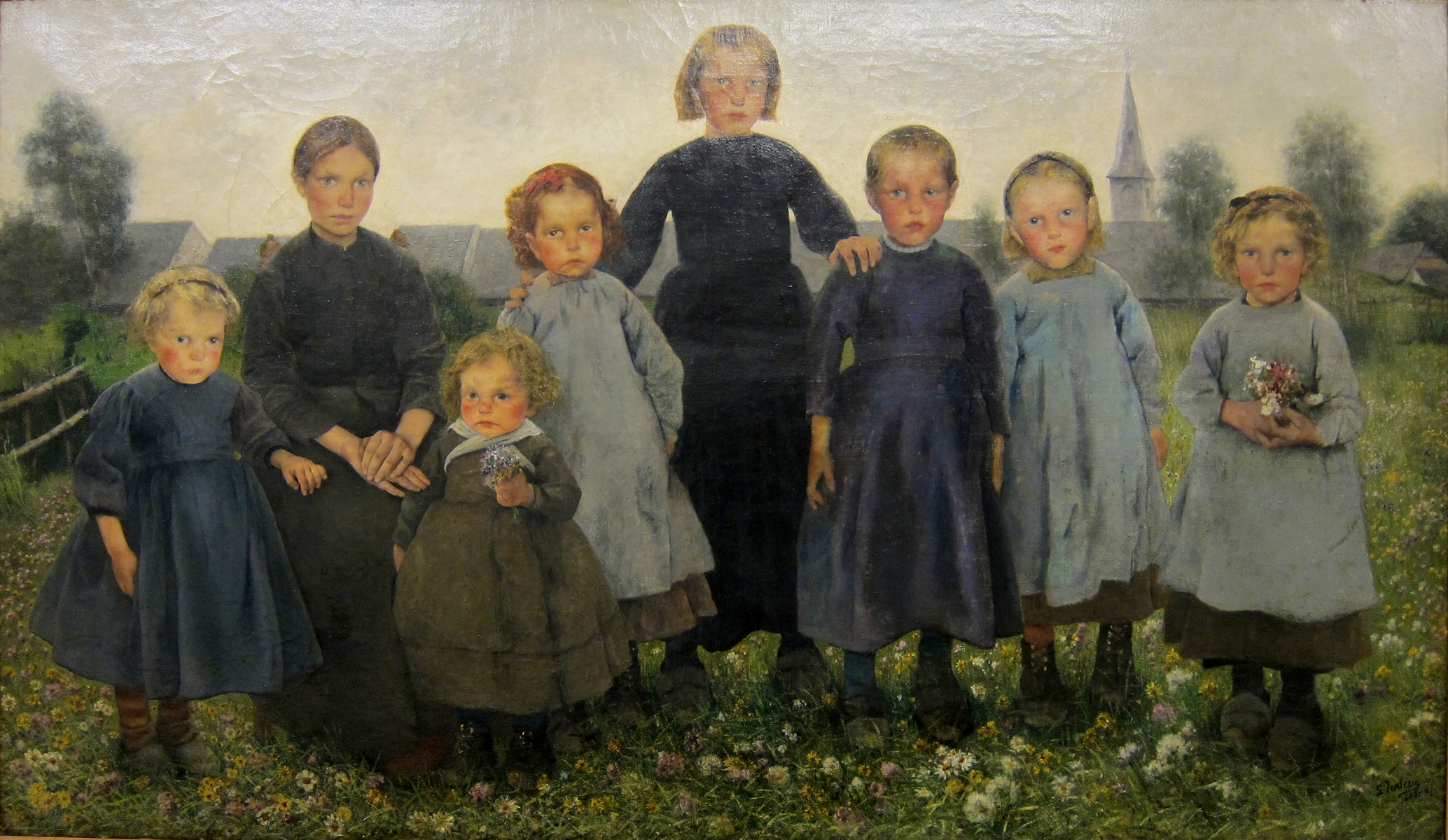
Dziewczęta
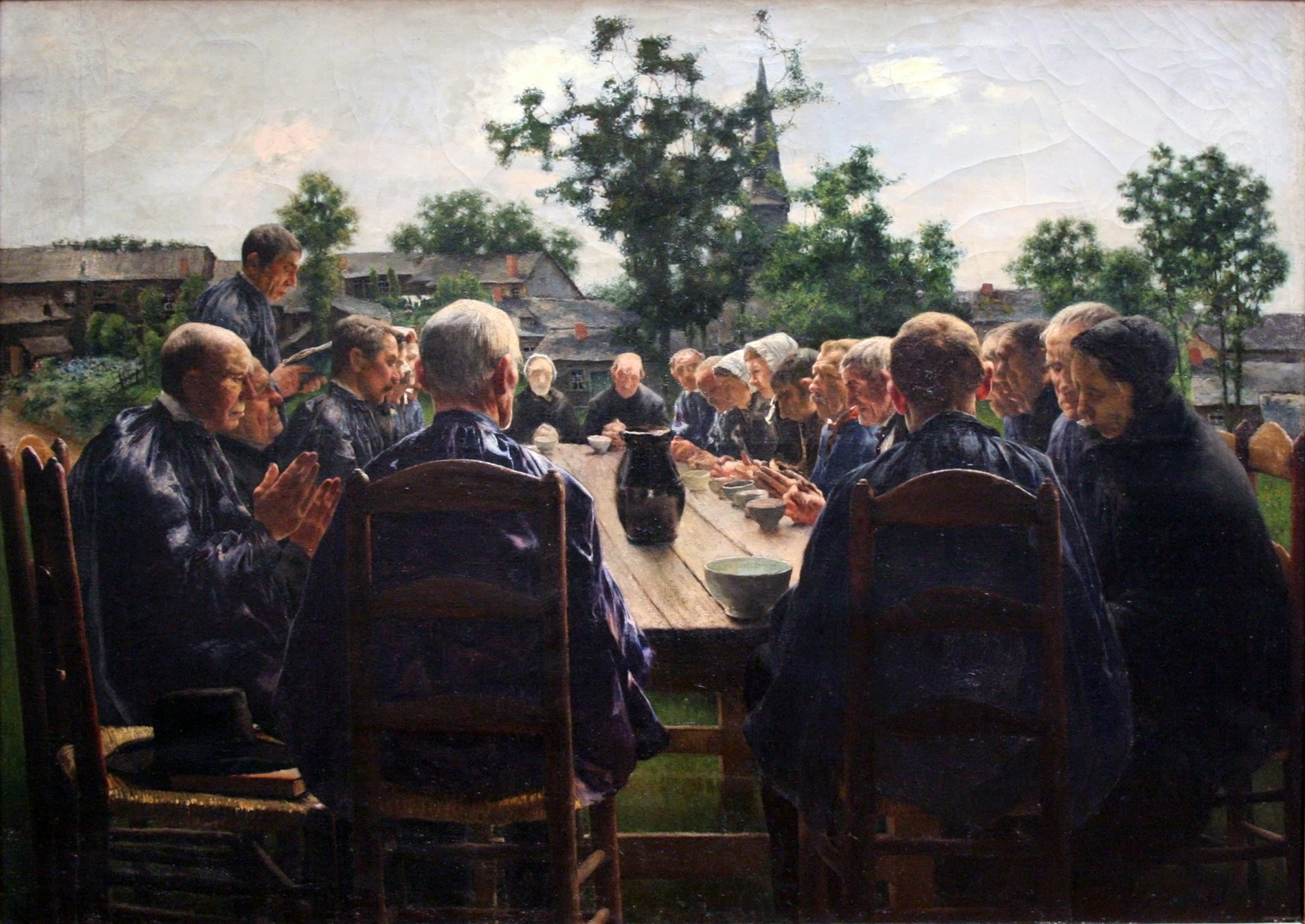
Stypa
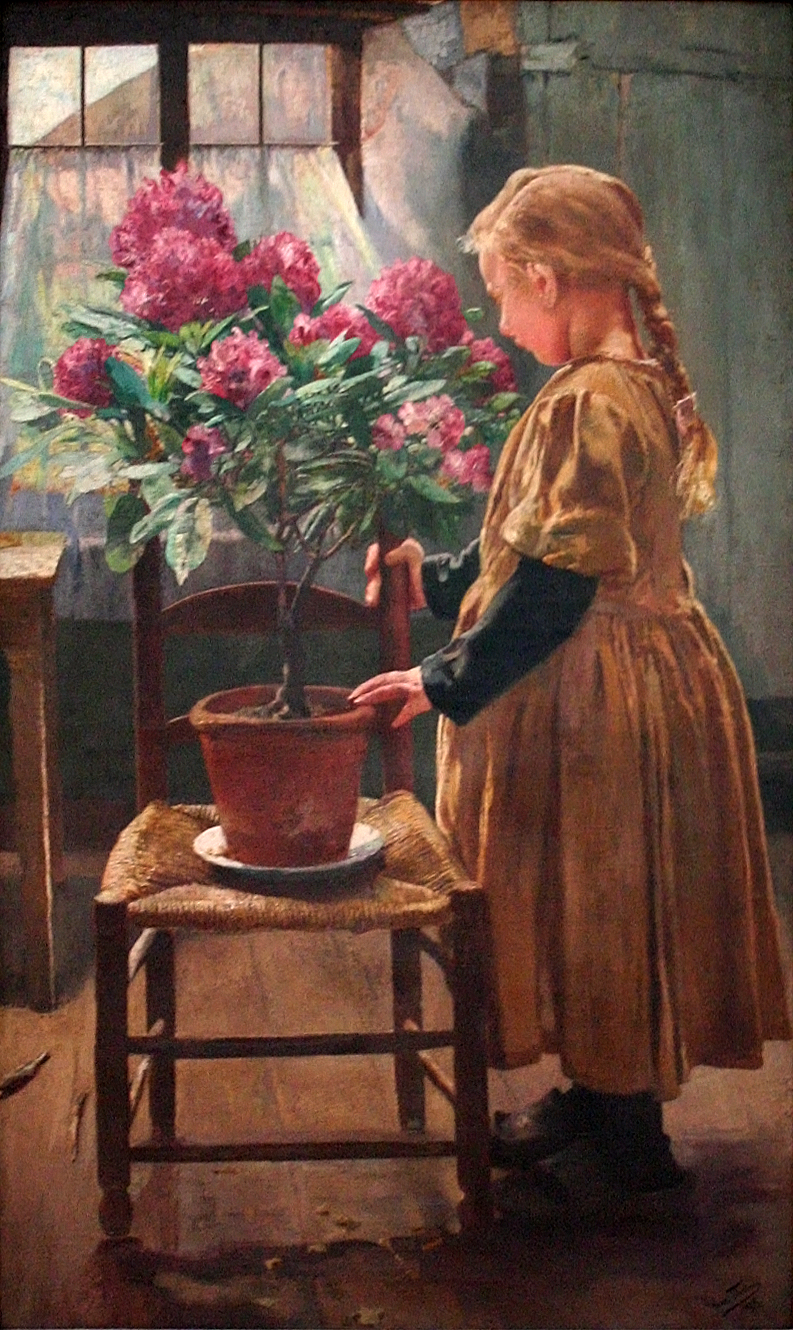
Rododendron